# (1842) Hynek
(1842) Hynek est un astéroïde de la ceinture principale.

## Description
(1842) Hynek est un astéroïde de la ceinture principale. Il fut découvert le 14 janvier 1972 à Bergedorf par Luboš Kohoutek. Il présente une orbite caractérisée par un demi-grand axe de 2,27 UA, une excentricité de 0,18 et une inclinaison de 5,4° par rapport à l'écliptique.

## Compléments